# Mundaca
Mundaca (oficialmente en euskera: Mundaka) es una anteiglesia y municipio de España situado en la margen izquierda de la desembocadura de la ría de Mundaca, al norte de la provincia de Vizcaya, en la comunidad autónoma del País Vasco.

## Toponimia
Es bastante conocida la leyenda que atribuye el nombre de Mundaca a la expresión latina munda aqua (agua limpia). Esta leyenda aparece en la Crónica de Vizcaya escrita por Lope García de Salazar en el siglo XV. Según esta historia arribó a la costa de Mundaca un navío procedente de Escocia que llevaba una princesa que había sido desterrada de su tierra. Los escoceses llamaron en su lengua latina (sic) al lugar Munda aqua, ya que encontraron una fuente de agua muy limpia que contrastaba con las turbias aguas de la ría de Urdaibai. Esta princesa tendría un hijo que llegaría a ser llamado Jaun Zuria y a convertirse, según la leyenda, en el primer Señor de Vizcaya. Mediante esta leyenda se explicaría además por qué Mundaca ocupaba el primer puesto entre las anteiglesias de Vizcaya.
Al margen de explicaciones legendarias, la etimología de Mundaca es incierta. La primera mención escrita de Mundaca data de 1070 y la llama Mondaka.

Ego Mome Nunnuç placuit in animis meis mitto in Sancti Johannis de Orioli de Aragone uno monasterio in Bickaga (Vizcaga) in locum quae dicitur Mondaka (Mondacha)

Algunos han buscado en el nombre del pueblo un origen nórdico, relacionado con la probable presencia de un asentamiento medieval vikingo en la zona. Así, en danés mund significa 'boca' y haka significa 'cabo': Mundaca se encuentra precisamente en la misma boca de la ría del río Oca.
Otros relacionan Mundaca con un inventario de topónimos vascos con terminación -aka, -eka, -ika, especialmente abundantes en Vizcaya y que podrían estar relacionados con el sufijo celta-latino -aka. De ser cierto este origen, el nombre sería mucho más antiguo y podría remontarse a una época en la que Vizcaya pudo estar poblada por población celta.
Tradicionalmente, el topónimo se ha escrito como Mundaca, pero en la actualidad se escribe más habitualmente como Mundaka, que es una adaptación a las modernas reglas de ortografía del euskera. Mundaca se suele considerar el nombre formal en castellano y Mundaka en euskera. Desde 1982, el nombre oficial del municipio es Mundaka. La nueva denominación fue publicada en el BOE en 1989.
El gentilicio es mundaqués/a en castellano y mundakarra en euskera.
Mundaca, al igual que Munitibar (Munditibar), tienen la raíz Munio, Mundio (Muniozguren, Munitiz) que significa colina, altozano. Aka es sufijo conocido como cuesta, ladera, como también es Ika y Eka. Y viendo dónde se ubica Mundaca, su nombre es muy lógico: ladera del ribazo o la colina.
Nótese la similitud de Mundi y Mendi, tanto como una colina y un monte.
Puesto que está situada en la desembocadura de la ría del Oca en el mar Cantábrico y recordando que en euskera izena = izana ('el nombre es el ser') y los topónimos indican casi siempre localización, lo más probable es: <[*itsas aurre buru oro zan heda dan Oka ibai uri]:
[villa que está desplazada toda muy en el extremo de la ría del Oca ante el mar]
>*ses eurr bū õ hen ire da uka be ui
>*ze err mõ în ie da ika be i
>*ê er mõn i da ka ê
>(ī^)mõndaka(î) 
>[Mõndaka > Mūndaka]

## Historia
El origen de Mundaca es desconocido, lo que ha dado pie a que se le hayan atribuido fundaciones basadas en fábulas y leyendas, como la presencia de Tubal, nieto de Noé, en Vizcaya.
La antigüedad de los asentamientos en la zona queda atestiguada por el hecho de que en las Juntas Generales de Vizcaya correspondiera al apoderado de Mundaca la entrega de sus poderes en primer lugar, seguido de Pedernales (Vizcaya), su anteiglesia vecina, recayendo entre las villas dicho honor en el apoderado de Bermeo. Sin embargo, no es cierto que Mundaca ocupara el primer sillón de las Juntas Generales, como comúnmente se cree, ya que no existían asientos determinados ni orden de puestos, ocupando cada apoderado aquel que más le agradase.
Entre las primeras noticias que se tienen de Mundaca está la existencia del palacio de Altamira, donde parece que a finales del siglo XI vivió la infanta de Escocia, madre de Jaun Zuria (Señor Blanco, por su rubia cabellera), primer señor de Vizcaya.
La anteiglesia de Mundaca es citada ya en el año 1051 en la donación del señorío de Vizcaya al monasterio de San Millán de la Cogolla, así como en 1070 en la donación de la citada iglesia al monasterio de San Juan de la Peña.

## Geografía

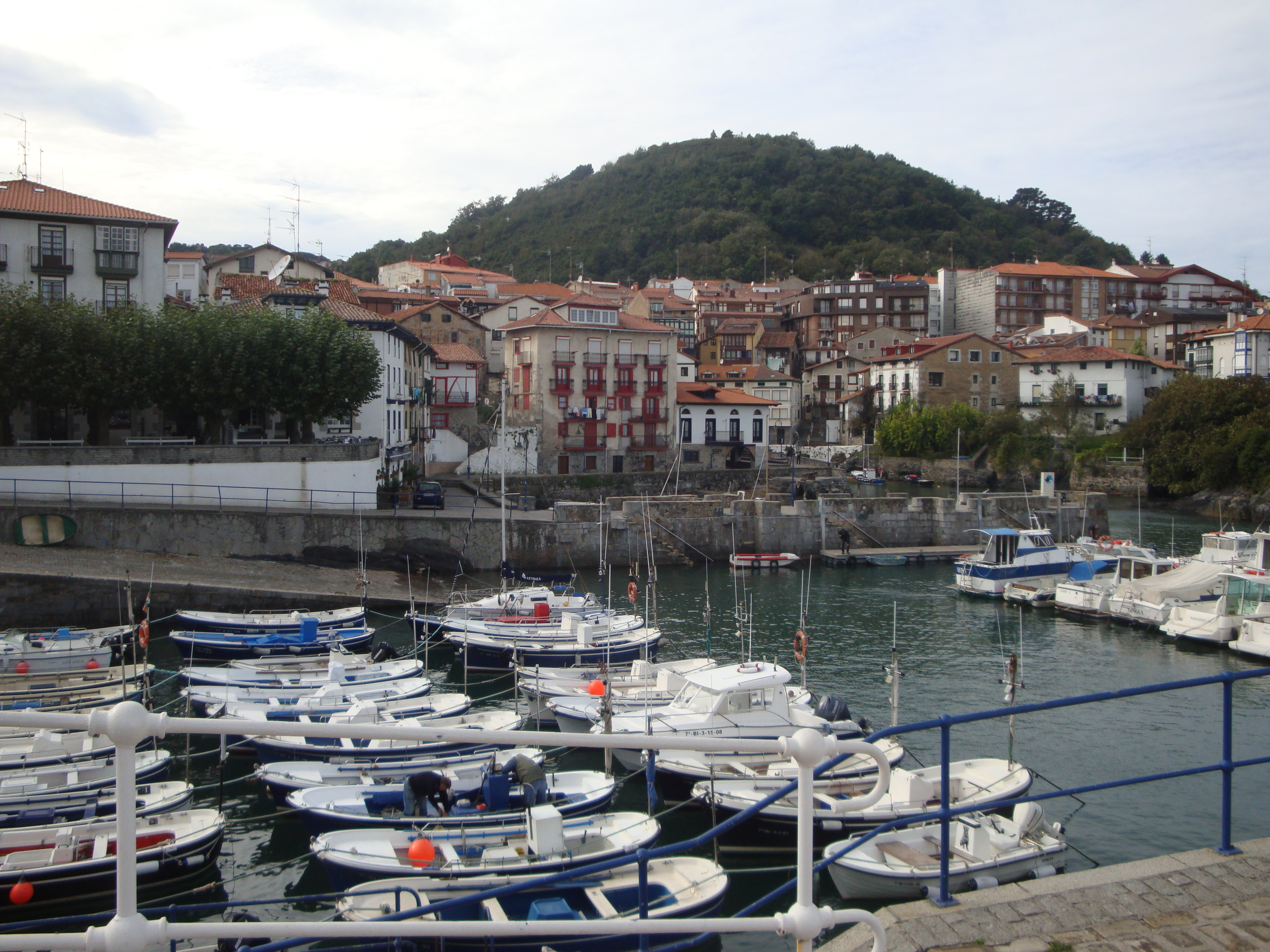
Vista desde el puerto

Mundaca limita al oeste con la villa de Bermeo, al sur con Pedernales, y al este y norte con el mar Cantábrico. Frente a sus costas se halla la isla de Ízaro (Bermeo) y el extenso arenal de Laida. El término municipal se concentra alrededor del puerto, a los pies del alto de Betrocol y el monte Katillotxu (337 m).
En la playa de Laidatxu desemboca el riachuelo Errekatxu.
Su localización costera le permite disfrutar de un clima suave tanto en verano como en invierno, siendo infrecuentes las heladas.

### Accesos
- Por carretera: Desde Bilbao: N-631; desde Amorebieta: N-635.
- Línea de Euskotren Bilbao-Bermeo (E-4).
- Autobús de línea Bilbao-Bermeo.
- Puerto de Mundaca.
- En época estival, un ferry comunica la localidad con la playa de Laida.

### Espacios naturales
Situada en el extremo norte de la reserva de la Biosfera de Urdaibai, la localidad cuenta con dos excepcionales miradores en el alto de Portuondo y en la atalaya del pueblo, desde los que se pueden apreciar los arenales y la desembocadura de la ría de Mundaca, y es punto de partida del sendero que remonta la ría hasta Guernica y Luno.

## Demografía
Mundaca cuenta con una población de 1828 habitantes (INE 2024).
| Gráfica de evolución demográfica de Mundaca entre 1842 y 2021 |
| |
| Población de derecho según los censos de población del INE Población de hecho según los censos de población del INEEn estos censos se denominaba Mundaca: 1842, 1857, 1860, 1877, 1887, 1897, 1900, 1910, 1920, 1930, 1940, 1950, 1960, 1970, 1981 y 1991 |

La zona ha estado poblada desde el Paleolítico inferior, como atestiguan las cuevas de Santimamiñe en la otra orilla de la ría y yacimientos encontrados en Portuondo.
Se especula con la llegada a la zona de vikingos, lo que según algunos autores justificaría la presencia de tipos rubios de ojos azules en la costa vizcaína, a diferencia del tipo vasco del interior. Anton Erkoreka afirma su presencia en el siglo IX basándose en las crónicas árabes, relatos medievales y otros datos antropológicos, mientras que Jon Juaristi cree que en realidad fueron unos exiliados sajones destronados por los vikingos.
Antes que ellos llegaron los romanos, atraídos por el mármol de Ereño y de cuya presencia testimonia un ramal de la calzada romana de Valmaseda que llegaba hasta Bermeo.
Desde el primer censo del que se tiene noticia hasta la primera década del siglo XX, la población se incrementó hasta alcanzar los 2284 habitantes en 1910, con diferentes altibajos debidos a diversos avatares de la época. En la década de los 50, la población había descendido ya hasta los 1500 habitantes, estabilizándose los censos sucesivos en torno a 1650 habitantes. A partir de 1990 la localidad muestra una ligera tendencia positiva.
Los turistas tienen que aparcar fuera de la zona azul. Zona azul solo para residentes.

## Administración y política

### Gobierno municipal
El poder municipal, mientras subsistió el fuero, fue ejercido por los habitantes, únicos a quienes competía aprobar las ordenanzas, usos y costumbres por las que habían de gobernarse, en razón de su naturaleza de anteiglesia, y sin necesidad de someterse a los términos de concesión de la carta puebla, como sucedía a las villas. Así, todos los mundaqueses, incluyendo las viudas cabeza de familia que tenían voto, se reunían en asamblea general o cruz parada para alcanzar sus acuerdos, presidiendo el Fiel Regidor. Entre las facultades del Fiel estaba la representación de la anteiglesia en las Juntas Generales de Vizcaya, hasta que debido a la abolición del fuero en 1876, éstas dejaron de reunirse. A partir de entonces, el cargo se conoció como alcalde. Desde la transición gobierna el Partido Nacionalista Vasco el Ayuntamiento, con mayoría absoluta.
| Partido político                                              | 2015  | 2015       | 2011  | 2011       | 2007  | 2007       | 2003        | 2003        | 1999  | 1999       | 1995  | 1995       |
| Partido político                                              | %     | Concejales | %     | Concejales | %     | Concejales | %           | Concejales  | %     | Concejales | %     | Concejales |
| Euzko Alderdi Jeltzalea-Partido Nacionalista Vasco (EAJ-PNV)  | 56,57 | 6          | 60,63 | 6          | 59,09 | 6          | 56,57       | 6           | 54,97 | 5          | 57,76 | 6          |
| Euskal Herria Bildu (EH Bildu)-Bildu                          | 37,63 | 3          | 36,17 | 3          | —     | —          | —           | —           | —     | —          | —     | —          |
| Partido Socialista de Euskadi-Euskadiko Ezkerra (PSE-EE PSOE) | 1,56  | 0          | 1,68  | 0          | 2,13  | 0          | 1,26        | 0           | 1,12  | 0          | 1,01  | 0          |
| Partido Popular del País Vasco (PP)                           | 0,52  | 0          | 0,64  | 0          | 1,02  | 0          | 2,23        | 0           | 2,24  | 0          | —     | —          |
| Eusko Alkartasuna (EA)                                        | —     | —          | —     | —          | 34,11 | 3          | 17,37       | 1           | 12,18 | 1          | 21,16 | 2          |
| Ezker Batua-Berdeak (EB-B)                                    | —     | —          | —     | —          | 1,52  | 0          | —           | —           | —     | —          | —     | —          |
| Itsasadar Mundakako Herri Ekimena (IMHE)                      | —     | —          | —     | —          | —     | —          | 21,31       | 2           | —     | —          | —     | —          |
| Euskal Herritarrok (EH)-Herri Batasuna (HB)                   | —     | —          | —     | —          | —     | —          | Ilegalizado | Ilegalizado | 28,93 | 3          | 18,08 | 1          |

### Organismos supramunicipales
- Consorcio de Aguas de Busturialdea
- Mancomunidad de Servicios Sociales de Busturialdea
- Matadero comarcal
- Comité de Agricultura de Montaña Guernica - Bermeo - Urremendi
- Patronato de la reserva de la biosfera de Urdaibai
- Asociación de Municipios Vascos - EUDEL
- Centro de Desarrollo Empresarial e Industrial de Busturialdea
- Centro de iniciación Profesional Guernica - Bermeo
- Junta Local de Caridad

## Economía

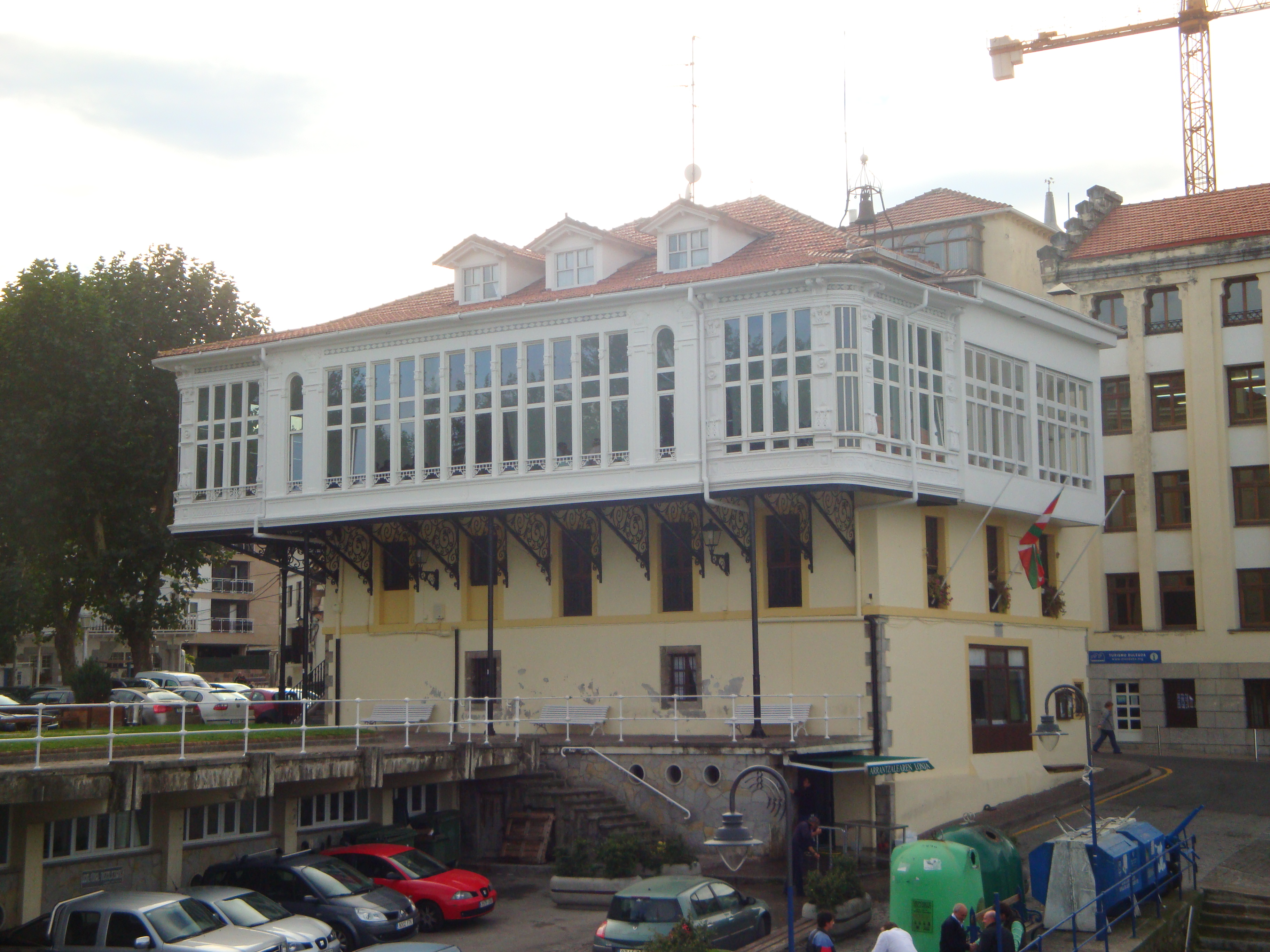
Casino

- Paro: en 1999 había 58 personas inscritas en el INEM, lo que suponía una disminución del 34% respecto al año anterior.

- Sector primario: el pueblo se ha dedicado fundamentalmente a la pesca y al comercio marítimo desde la antigüedad, habiendo sido sede de una importante cofradía de pescadores. En la actualidad, la actividad pesquera ha remitido notablemente, no quedando apenas pescadores.

- Sector secundario: la tradición industrial de la localidad es inexistente, con la excepción de un astillero, cuyos terrenos se destinaron a la construcción de viviendas a finales del siglo XX. En el año 2002 se instaló una industria conservera en terrenos mundaqueses junto al puerto de Bermeo. En el año 2003, se inauguró el polígono Lamiaran, con 30.732 m² de suelo industrial.

- Sector terciario: hoy en día es el motor principal de la economía mundaquesa, sobre todo en verano, cuando la población llega a quintuplicarse. Mundaca cuenta con dos docenas de bares, 8 restaurantes y 3 hoteles, así como un campin de 1.ª categoría con bungalows. La época estival se prolonga durante el otoño con la llegada de los practicantes del surf.

## Símbolos
- Escudo: En campo de oro, roble de sinople, y a su pie un lobo de sable pasante. Bordura jaquelada de plata y gules.
- Bandera: Seda roja con bordados en hilo de oro.

## Cultura

### Tradiciones
- Aratuste (carnaval).
- Magdalena, 22 de julio, conmemoración de la regata celebrada por la propiedad de la isla de Ízaro.
- San Pedro, 29 de junio.

### Gastronomía
El protagonista de su cocina es, por tradición marinera, el pescado y especialmente la lubina de Mundaca.

### Patrimonio

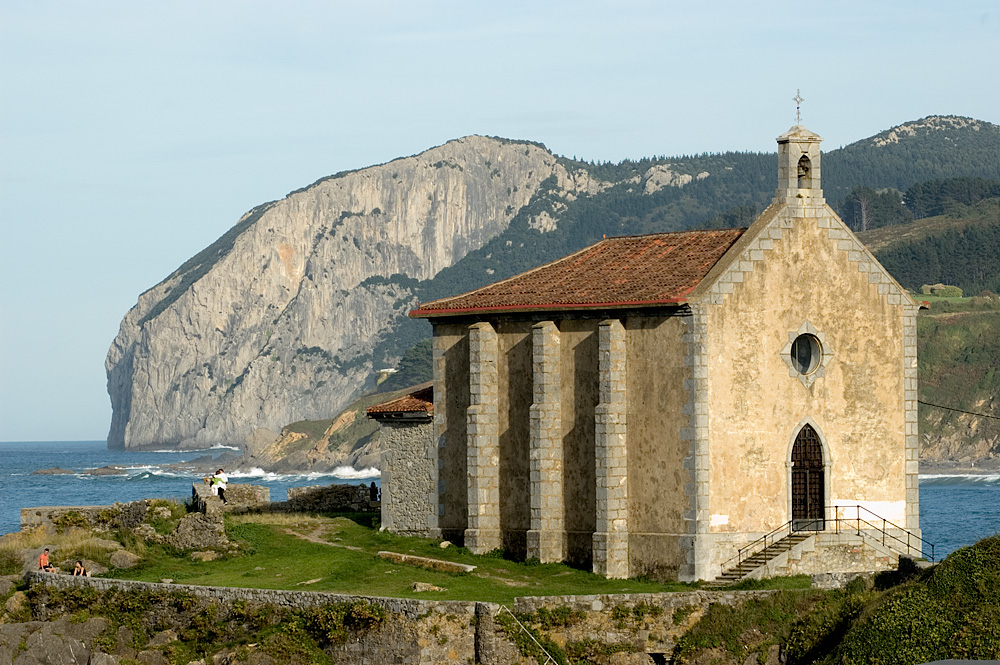
Ermita de Santa Catalina

- Biblioteca, antiguo hospital de peregrinos del Camino de Santiago, recorrido por aquellos que desembarcaban en Bermeo.
- Ermita de Santa Catalina, del siglo XIX, situada en la península que lleva su nombre, y las murallas que la rodean, restos de un fortín del siglo XIX.
- Iglesia de Santa María. Situada en la atalaya, de espaldas al mar. Su construcción, iniciada en estilo románico en el siglo X, da lugar a una nueva planta gótica en el siglo XVI, después de su destrucción. Su interior es de indudable valor artístico. De una nave y tres tramos iguales, con portada seguramente neoclásica y torre neogótica del siglo XIX.
- La Cruz de Kurtzio: del siglo XVII, situada en la plaza que lleva su nombre.
- Sociedad Fraternidad Mundaquesa (casino).
- Palacio de Larrínaga.
- Casco antiguo, junto al puerto.
- Ayuntamiento.

### Deporte
- Surf. La ola de Mundaca está considerada una de las mejores izquierdas del mundo, con una longitud que puede alcanzar los 400 m. La localidad recibe en otoño e invierno la visita de numerosos practicantes de este deporte, procedentes de los lugares más remotos del mundo. Desde el año 1998 hasta 2009 se celebró en la localidad el Billabong Pro Mundaca, prueba puntuable para el ASP World Tour.[7]

### Fiestas y eventos
- Domingo de carnaval - Aratuste.
- 23 de junio - Solsticio de verano o Sanjuanada, hoguera y quema de la bruja cumpliendo ancestrales ritos anteriores al cristianismo al son del chistu. Son tradición el lanzamiento de papeles, en los que se ha formulado algún deseo, y el salto sobre la hoguera.
- 29 de junio - San Pedro, fiesta patronal.
- 22 de julio - Magdalena.
- Último fin de semana de agosto - Euskal Jaia (Fiesta Vasca): Trajes típicos, mercado de artesanía, música, exhibiciones de deporte rural vasco (Herri-kirolak), pelota vasca, etc.
- 1 de noviembre - Día del chacolí.
- 25 de noviembre - Fiesta de Santa Catalina.